# Siikasaari (ö i Finland, Norra Karelen, Mellersta Karelen, lat 61,90, long 29,63)
Siikasaari är en ö i Finland. Den ligger i sjön Puruvesi och i kommunerna Kides och Nyslott och landskapen  Norra Karelen och Södra Savolax, i den sydöstra delen av landet, 300 km nordost om huvudstaden Helsingfors. Öns area är 3,2 hektar och dess största längd är 330 meter i sydväst-nordöstlig riktning.